# Chant militaire
Le chant militaire, ou chanson de soldat, est un des trois répertoires musicaux utilisés par les armées avec la musique militaire proprement dite (jouée par des orchestres d'harmonie ou des fanfares) et la céleustique (les signaux d'ordonnance). 

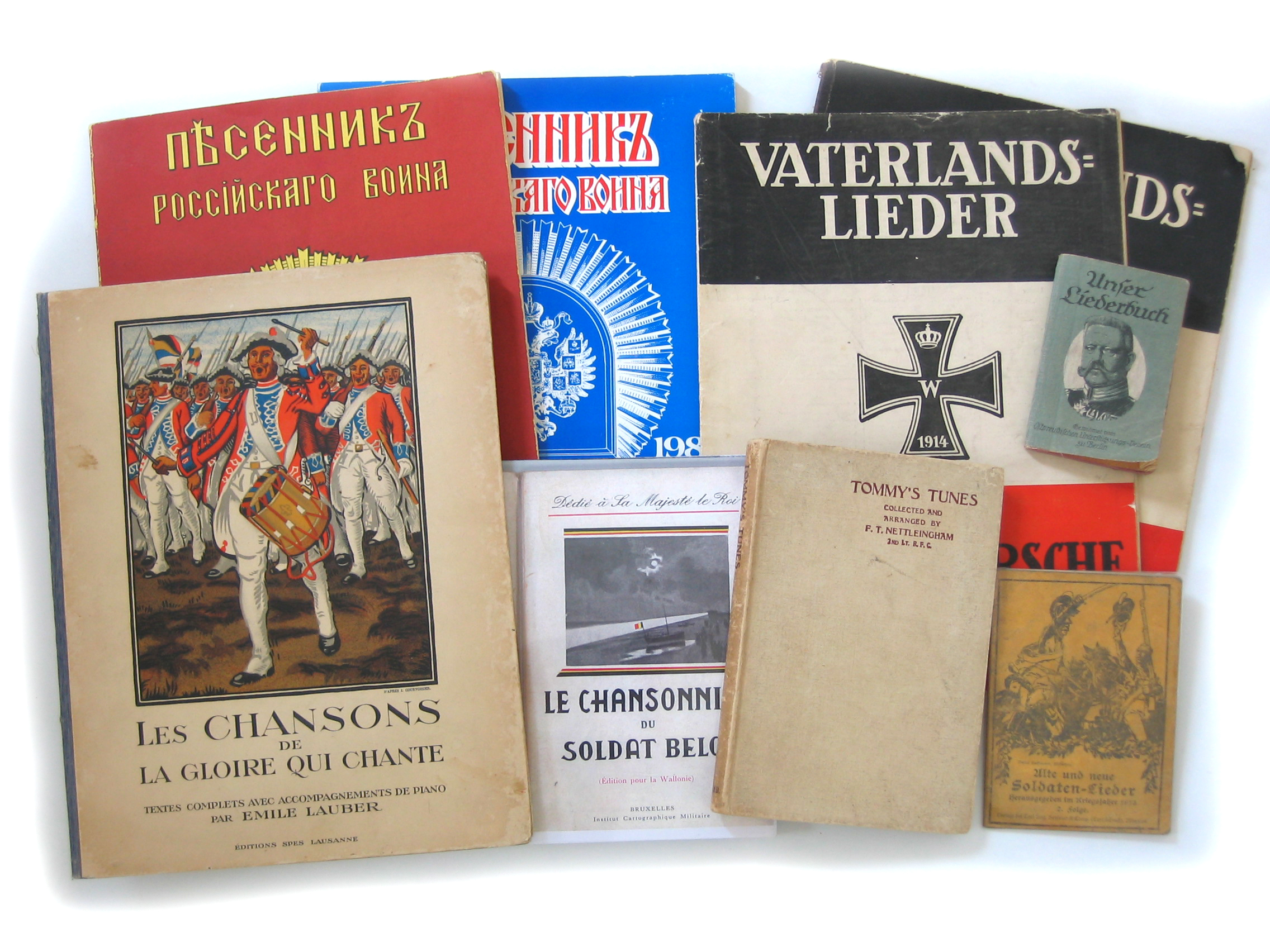
Divers recueils de chants militaires suisses, russes, allemands, anglais et belges du XXe siècle.

 L'usage du chant peut différer considérablement d'une armée à l'autre suivant les traditions, les usages et la règlementation. Les travaux concernant ces répertoires ont été bien avancés en ce qui concerne les armées anglo-saxonnes. Il existe de nombreux recueils de chants militaires allemands et suisses. Les Russes ont enregistré les répertoires des anciennes armées tsaristes, les travaux manquent pour les répertoires espagnols et italiens. La musique n'a pas de frontière, par exemple lors de la Seconde Guerre mondiale, la chanson Lili Marleen composée en Allemagne a connu un tel succès qu'elle a été reprise par tous les belligérants. Les travaux comparatifs entre les répertoires sont embryonnaires, un autre exemple, les recueils militaires suisses publient des chansons en trois langues (allemand, français et italien), les soldats suisses ont servi longtemps dans de nombreuses armées européennes, ainsi on retrouve dans leurs recueils d'anciennes chansons disparues de leur répertoire d'origine. Avant d'aborder les répertoires étrangers, il est nécessaire de savoir comment fonctionne le répertoire militaire français. Cette page ne donne pas une liste des chansons des soldats français, il en existe plus de 2 000 dans celles qui sont utilisées ou ont survécu mais plus nombreuses encore sont celles qui ont disparu.

## La chanson de soldat dans l'armée française
La chanson de soldat constitue un répertoire à la fois très ancien et toujours vivant au XXIe siècle dans l’armée française. Pourtant, dernier répertoire de chants de métier, il est resté à l’écart des grandes collectes réalisées sur les chants traditionnels au XIXe siècle et des travaux des musicologues du XXe siècle.

### Fonctionnement du répertoire

#### Rôle du chant dans l'armée française
Le soldat a longtemps utilisé le chant pour soutenir son effort et se distraire pendant les longues marches. Actuellement, le chant a surtout un rôle de cohésion et de démonstration. Mais le soldat en activité n’est pas le seul à entretenir son répertoire. Il le partage avec les anciens militaires qui savent toujours entonner les chants dans les réunions des amicales régimentaires et les commémorations. Il est aussi partagé avec des mouvements de jeunesse comme les scouts, certaines chorales civiles, des groupes de reconstitution et certains mouvements politiques. On retrouve aussi quelques titres réadaptés par des groupes musicaux. À partir des différents répertoires entretenus par l’armée, se dessinent les contours d’un ensemble plus vaste qui témoigne de la présence de ces chansons dans les mémoires de la population française d’aujourd’hui. En effet, un chant n’existe que parce qu’il est chanté, transmis et toujours présent dans les mémoires.

#### Un répertoire d’usage
Dans l’armée française, il n’existe pas de répertoire officiel ni de recueil officiel – le TTA 107 n'est pas utilisé – ou d’organisme chargé de décréter les chants autorisés ou interdits. Le chant relève uniquement des usages de la troupe et répond à une nécessité de service. Il a pu exister des circulaires autorisant ou interdisant des chants, mais elles sont tombées dans l’oubli. Évidemment, on retrouverait d’autres cas de chants interdits dans le passé, notamment avec tous les changements de régimes politiques au XIXe, et aussi les tentatives du commandement de moraliser le répertoire après la guerre de 1870, ou encore les chants politiques imposés sous la Révolution. Si l’armée est un milieu particulier, elle n’est pas coupée de la population, ainsi elle est influencée par les modes musicales et les soldats peuvent participer aux débats de société.
Dans l’armée française, la pratique du chant a toujours été un usage de la troupe dans lequel le commandement n’intervient qu’exceptionnellement. Il a bien existé une tentative de recueil officiel dans les années 1980, mais sans réussir à s’imposer. Le modèle en la matière a fini par devenir le carnet de chants de la Légion étrangère, aussi bien pour le format que pour son organisation.

#### L’enseignement du chant dans l’armée
Comme il n’existe pas de répertoire officiel, il n’existe pas de formation règlementée du chant. Cet enseignement relève des usages et est laissé à l’initiative des officiers subalternes, essentiellement les chefs de section. L’enseignement se fait à l’imitation dans la pure tradition orale, sans l’aide de partitions. Le chant est exécuté a cappella.

#### Emploi du chant
Le chant est utilisé pour entretenir la cohésion, les déplacements et les activités de cohésion (repas, pots…), c’est aussi un moyen d’expression de l’unité dans les défilés et le cérémonial. C’est le général Bigeard qui est à l’origine des chants de compagnie dont l’usage s’est étendu à toute l’armée. Dans le passé, le chant a d'abord été longtemps utilisé pour faire oublier la fatigue dans les déplacements qui, depuis toujours, se faisaient à pied. Si les soldats continuent d’entretenir le dernier répertoire de chansons de métier, ce n’est pas pour le plaisir de chanter, mais parce qu’elles leur permettent d’apprécier l’état des liens collectifs qui leur sont nécessaires dans le combat.

#### Le défilé au pas en chantant
Cet usage est relativement récent. Il a été emprunté aux Allemands en 1940 par l’armée d’armistice, notamment le général de Lattre de Tassigny. Il a été repris par le général Bigeard pendant la guerre d’Algérie pour être ensuite généralisé dans les unités aéroportées puis dans toute l’armée. Cet usage démonstratif s’est progressivement imposé dans les prises d’armes quand les musiques régimentaires ont commencé à disparaître avec la fin de la conscription. Depuis la disparition des orchestres régimentaires, on observe une dégradation de la pratique du chant avec un ralentissement de la cadence et des fins de vers avalés. Ces usages nuisent à l'intelligibilité des paroles, allant à l’encontre du rôle de communication du chant. L’origine de cette pratique est située dans le contrepas.

#### Temps forts et contrepas
Les mélodies des chants respectent les règles de la composition musicale. Elles sont marquées de temps forts, indiqués par la grosse caisse dans les défilés, qui doivent impérativement se retrouver sur le pied gauche. Sauf que 2/3 des chants militaires débutent en anacrouse, c'est-à-dire qu’ils doivent être attaqués sur le pied droit pour retrouver le temps fort sur le pied gauche. Réglementaire, cette précision figure dans l’édition du TTA 107 de 1980 : « En ce qui concerne les départs, pour éviter de faire chanter à « contrepas », le moniteur doit donner le ton avec la première phrase, puis faire attaquer soit après avoir prononcé : 1,2,3,4 si la première mesure du chant est complète, soit après avoir prononcé seulement 1,2,3 si la première mesure est incomplète, ce qui est souvent le cas ». La liste des chants débutant en anacrouse est disponible en ligne.

#### Les chorales militaires

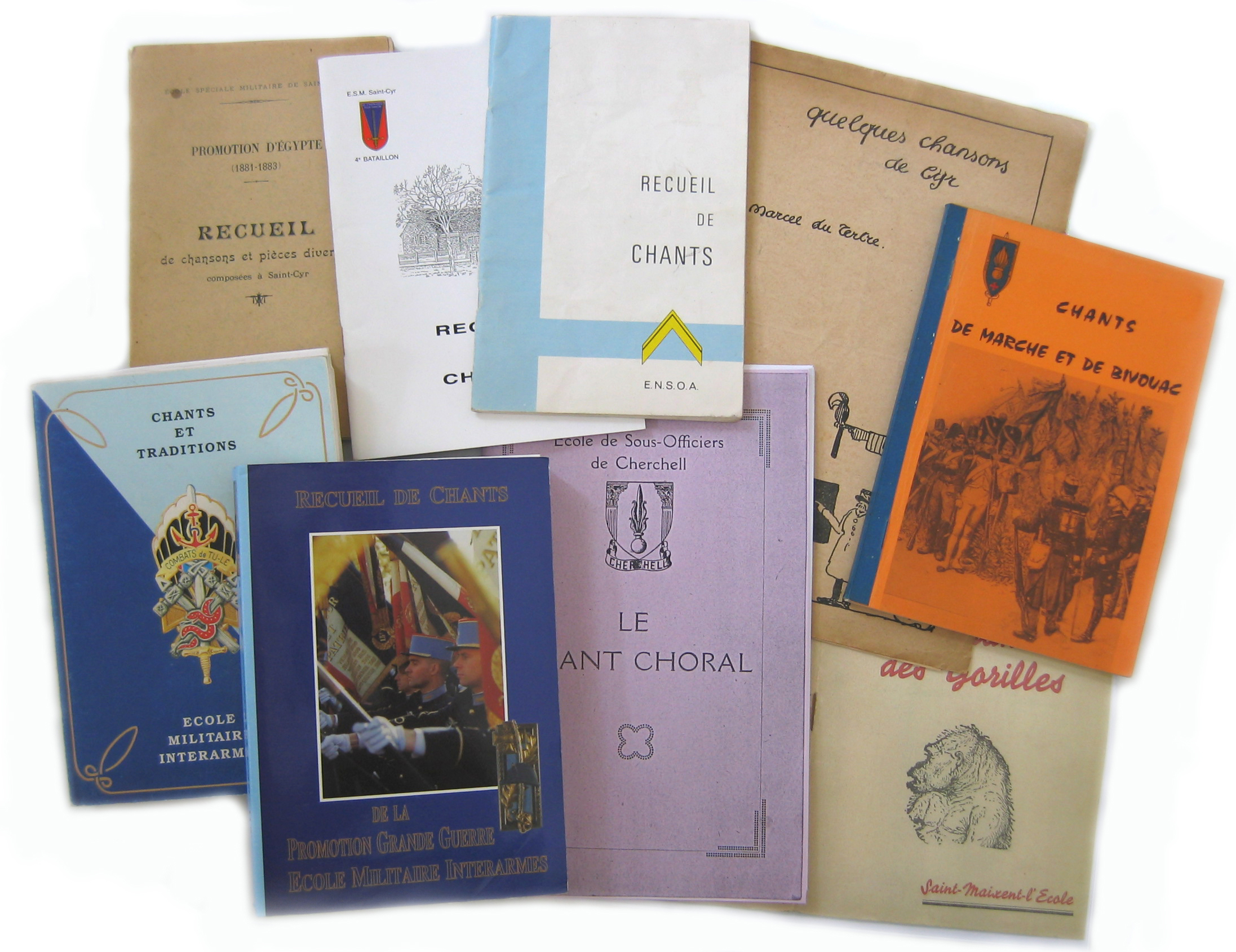
Recueils de chants utilisés dans les écoles militaires.

Il existe une formation professionnelle de choristes au sein des orchestres de la Garde républicaine, le Chœur de l’armée française, qui interprète essentiellement un répertoire lyrique. Les promotions d’élèves officiers (ESM, EMIA, Navale, EAE) forment traditionnellement des chorales qui ne sont pas des formations officielles et enregistrent régulièrement des chants militaires depuis les années 1970. On trouve aussi des chorales dans les lycées militaires et l’ENSOA. Plus récemment vient de se créer le Chœur des marins de la base navale de l'Adour. La Musique de la Légion étrangère est la seule à chanter dans ses prestations. La qualité des chorales militaires peut obtenir une reconnaissance médiatique, comme pour la promotion de l’Académie militaire Général Caillaud en 2020.

### Les sources
Les sources du répertoire sont multiples avec des recueils imprimés, des cahiers manuscrits, des enregistrements et maintenant des vidéos en ligne, sans oublier quelques rares études. Il existe un répertoire commun et des répertoires spécifiques aux différentes armes. Les traditions d’arme sont très fortes dans l’armée française et ont généré des répertoires spécifiques qui figurent dans les recueils de chants édités par les unités. Ces recueils imprimés ne reflètent pas forcément la réalité du répertoire oral effectivement chanté. 

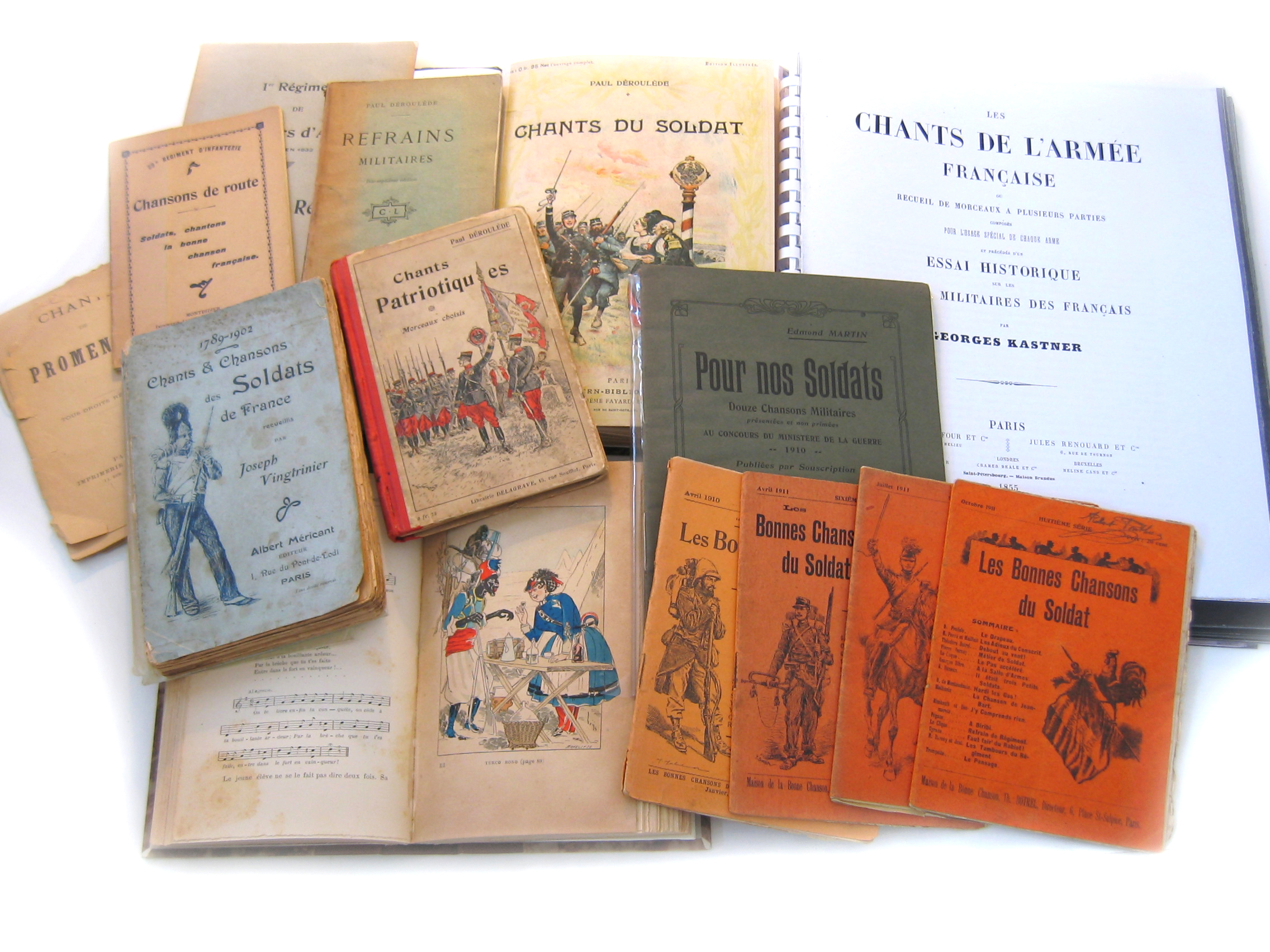
Recueils français de chants militaires antérieurs à la Première Guerre mondiale.

Les livres sur les chants militaires : pour essayer de reconstituer les répertoires anciennement en usage, il faut s’appuyer sur quelques rares ouvrages dont le plus ancien est celui de Kastner même s’il s’agit plus du travail d’un érudit que le résultat d’un connaissance effective des chants en usage à son époque. Parmi les documents les plus intéressants figure le manuscrit de la collecte réalisée par le chef de musique Léonce Chomel avant la Grande Guerre. Les ouvrages du major Sarrepont et de Vingtrinier avant la Grande Guerre, ceux du colonel Jouvin et du capitaine Lehuraux dans l’entre-deux guerres, enfin ceux de Fontaine et surtout de Bouzard.
Les cahiers de chanson manuscrits des soldats : Il existe de nombreux cahiers de chanson rédigés, surtout à partir de 1872 et la généralisation de la conscription, mais les chants qu’ils réunissent donnent un aperçu différent de ceux qui étaient en usage. Ceux rédigés dans les tranchées sont plus fidèles au répertoire vécu, mais la plupart de leurs chants n’ont pas survécu à la guerre. Le plus ancien remonte au milieu du XVIIIe siècle et a été retrouvé en Savoie.
Les enregistrements de chants sont évidemment plus récents, mais donnent de bons témoignages sur les répertoires contemporains. Parmi ces enregistrements, les promotions des élèves officiers d’infanterie offrent l’avantage de présenter l’évolution de la pratique du répertoire en remontant aux années 1970.
Les sites de partage de vidéos fournissent de nombreux exemples de la pratique actuelle du chant, comme des enregistrements moins récents.
Les témoignages auprès d'anciens ou de militaires en activité constituent une source d'informations encore trop peu exploitée.

### Introduction à l’histoire des chansons des soldats français
Tout d’abord, le chant étant une tradition orale populaire, dans leur grande majorité ils n’ont pas été relevés et ne figurent donc que très tardivement dans des recueils manuscrits. Parmi les plus anciens chants, on peut signaler le Vexilla Regis composé par l’évêque Venance Fortunat en 569 et toujours chanté pendant les guerres de Vendée sous la Révolution. La Villemarqué dans son Barzaz-Breizh publié en 1839, fait remonter le Chant du glaive (ou Vin gaulois) au VIIe siècle. Le plus ancien cahier de chansons est le manuscrit de Bayeux (XVe siècle) dans lequel on trouve le Vau de Vire, une chanson sur l’occupation anglaise pendant la guerre de Cent Ans. La célèbre chanson des guerres d’Italie, Réveillez-vous Picards, est la première à être imprimée avec sa partition, mais il ne faudrait pas croire qu’elle est restée dans le répertoire. En réalité, elle ne réapparaît qu’à partir du milieu du XIXe quand elle est publiée par le musicologue Gaston Paris, pour ne réintégrer le répertoire militaire qu’à la toute fin du XXe siècle. Des anciennes chansons de soldats toujours dans les mémoires, on trouve la Piémontaise, remontant au début du XVIe siècle. Marlbrough s’en va t’en guerre, Trois jeunes tambours ou Auprès de ma blonde, sont bien d’authentiques chansons de soldats, mais elles sont passées dans le répertoire enfantin. Par contre on chante toujours Fanchon, composée en 1757 par l’abbé de l’Atteignant. On manque de témoignages sur les chants des régiments étrangers des armées royales, il reste encore les Adieux suisses.
La Révolution introduit des chansons politiques dans le répertoire militaire avec par exemple la Marseillaise ou le Chant du départ et amène quelques combats fratricides. En face on chantait Les Bleus sont là ou les Fantassins du lyonnais. De l’époque impériale on ne retient que la Chanson de l’oignon et la Marche des bonnets à poils, mais il y en avait bien d’autres comme ceux que l’on trouve dans Le Chansonnier de la Grande Armée. Fanfan la Tulipe et Te souviens-tu du chansonnier Émile Debraux sont les plus célèbres chansons de soldat de la Restauration. Avec la conquête de l’Algérie, on entre dans le répertoire contemporain. La Casquette est de 1843, la même année que les premiers chants de tradition : la Galette pour les élèves-officiers et le Chant des chasseurs d’Afrique. La Sidi-Brahim date probablement de 1846. La Marche des zouaves remonte à la guerre de Crimée. Les Allobroges est composée à la sortie de la guerre de Crimée pour être chantée pendant la campagne d’Italie.
La défaite de 1870 va stimuler les chansonniers et donner naissance à un répertoire qui va jouer le même rôle que celui de 1793 : justifier la conscription qui est généralisée par la loi de 1872. Parmi les plus célèbres, Sambre et Meuse, l’Alsace et la Lorraine, Le Clairon qui ne sont plus chantées, par contre les militaires ont retrouvé la sentimentale Strasbourgeoise. Le gros du répertoire est constitué de chansons de marche empruntées au café-concert et peu appréciées du commandement à cause de leurs allusions grivoises. Elles disparaîtront toutes dans les premières semaines de la Grande Guerre. Les cahiers de chansons des conscrits de la IIIe République ne présentent pas le répertoire « de travail », on y trouve essentiellement des chansons sentimentales. Cette période, entre l’adoption de la Marseillaise comme hymne national en 1879 et août 1914, voit l’instauration des traditions régimentaires. Les coloniaux comme les légionnaires adoptent des chants de tradition avec l’Hymne de l’infanterie de marine (1896) et le Boudin (vers 1880). C’est l’époque où les écoles d’officiers (St-Cyr, Navale) développent leurs répertoires. De l’énorme production de la Grande Guerre et malgré la contribution des chansonniers professionnels (Bruant, Botrel, E. Buffet…), il ne va rester que Quand Madelon..., Vive le pinard et la Chanson de Craonne, en réalité connue d’abord sous le titre de Chanson de Lorette. Le renouveau viendra des mouvements scouts (Kyrie des gueux, Choral des adieux…), mais il faudra attendre pour qu’il influence le répertoire militaire. Ce sont surtout les légionnaires (Les Cailloux) et les unités africaines (Marche des tirailleurs, le Bataillonnaire) qui composent.
Deux importants recueils vont renouveler le répertoire, édités par le secrétariat d’État à la Guerre en 1942 et 1943. 107 chansons, dont une bonne partie était oubliée, sont publiées avec leurs partitions harmonisées par le chef de la musique de la Garde républicaine, Pierre Dupont. Ensuite, le renouveau vient de l’armée d’Afrique (Les Africains, Marche du 1er commando de France, Marche du bataillon de choc…). À la Libération, il faut signaler la Marche de la 2e DB et le Chant des partisans.

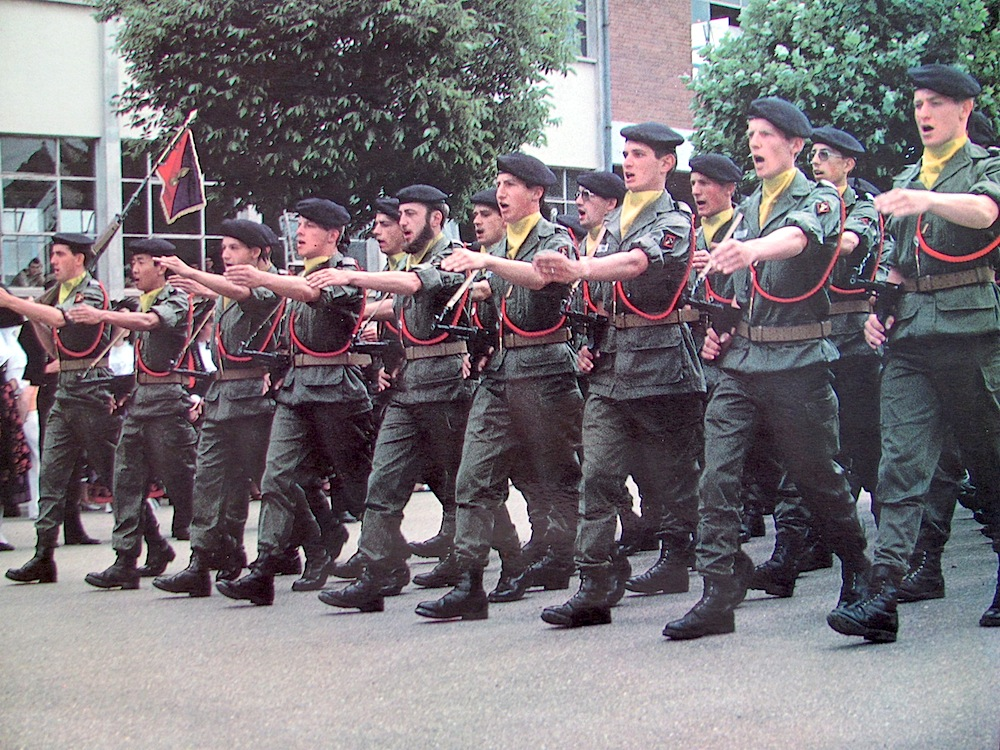
Défilé appelés du RI, années 1980.

La guerre d’Indochine voit apparaître de nouveaux chants au sein de la Légion (Contre les Viets, La Rue appartient…) et un premier recueil de chants qui connaît trois éditions successives. La Légion enregistre ses premiers disques de chants en 1950 et 1952. Ce sont aussi les premières chansons antimilitaristes de l’après-guerre qui inaugurent un nouveau dialogue en chansons entre les soldats et les chansonniers. La guerre d’Algérie voit se développer le répertoire des chants parachutistes à l’initiative de Bigeard sur le modèle légionnaire (Sous les pins de la BA, Loin de chez nous, Au terrain…). Les paras enregistrent leurs chants permettant à leur nouveau répertoire de se diffuser rapidement. C’est aussi l’utilisation du chant dans un rôle démonstratif. Le défilé au pas cadencé dans les rues en interprétant les nouveaux chants qui désignent l’ennemi et affirment la détermination des soldats joue un rôle psychologique en confortant les populations, en impressionnant l’ennemi et en renforçant la cohésion de la troupe. Beaucoup de ces nouveaux chants sont créés sur des airs germaniques. Évidemment pas pour des raisons idéologiques, mais à cause de l’efficacité des mélodies allemandes déjà adaptées au pas cadencé. Les antimilitaristes vont se servir de cet argument pour tenter de porter atteinte à l’efficacité du répertoire.
La Légion a publié son premier recueil de chant officiel en 1959. Il est distribué avec son paquetage à tout nouveau légionnaire. Il va connaître plusieurs rééditions et amélioration sans fondamentalement changer au point de devenir un modèle qui va progressivement influencer tous les recueils de chants militaires.
Les écoles d’officiers ont commencé à enregistrer dès la fin des années 1950, mais cet usage va surtout se généraliser à partir des années 1970 avec celui de créer des chants de promotion. Les élèves agissent à la fois comme un filtre en sélectionnant les chants qu’ils préfèrent et une caisse de résonance par leur fonction ultérieure de chef de section où ils peuvent enseigner le répertoire qu’ils ont adopté en école.
L’état-major veut contrôler le répertoire en éditant un recueil de chants officiel en 1980, le TTA 107. Mais celui-ci ne correspond pas aux besoins de la troupe au point d’être refondu dans une nouvelle édition en 1985 qui ne s’avère pas plus adaptée. Durant cette même période qui correspond à l’arrivée de la gauche au pouvoir, deux circulaires tentent d’encadrer la pratique du chant dans l’armée. Ces initiatives n’ont pas d’influence palpable sur la pratique, non pas pour refus d’obéissance, mais parce que le chant a toujours relevé des usages et que  les usages se plient difficilement à la réglementation. Ces diverses péripéties n’ont pas empêché les créations nouvelles que ce soit dans la troupe (Chant du 8e RPIMa, Ceux du Liban, TOE…) ou dans les écoles (Le Dolo cornu, France fidèle, chants de promo…). Plus de 500 chants nouveaux sont recensés depuis 1980, montrant la vitalité du chant dans l'armée française.

## Les chants des soldats allemands
Les Allemands publient leurs chants dans de nombreux recueils, souvent avec leurs partitions. Il faut probablement chercher l’origine de leur engouement pour le chant dans la Réforme qui remplaça la liturgie par les cantiques et le chant choral. La qualité et le nombre des compositeurs germaniques de talent y ont aussi certainement leur part. Voilà peut-être pourquoi d’après le nombre de recueils existants, il semble que les Allemands aient le répertoire de chants militaires le plus abondant et le mieux conservé d’Europe.
Ainsi les plus anciens chants militaires répertoriés remontent aux lansquenets des guerres d’Italie (Wir zogen in das Feld). Les lansquenets et les troupes des princes allemands qui leur succédèrent au XVIIe et XVIIIe siècles utilisèrent un répertoire de même inspiration (Prinz Eugen). Leurs chants, malgré les plaintes dues à la sévérité du service et des exercices, au sort des déserteurs et aux vétérans laissés sans ressources, font avant tout l’apologie de leur état de soldat. Ils décrivent sa succession de combats et de vie facile faite de riche butin, de bonne chère, d’abondantes boissons et de jolies filles (Ein Schifflein sah ich fahren). Les soldats regardaient calmement la mort en face. Si cette vision idyllique paraît plus inspirée par les sergents recruteurs que par la dure réalité de l’existence des soldats de ces époques, il n’en demeure pas moins qu’ils assumaient leur condition avec un certain orgueil. Mais sans aucune considération de patriotisme ni de loyauté, sauf pour leur chef de guerre. Ainsi ce que chante la troupe et la manière dont elle le chante est toujours un bon indicateur de son humeur.

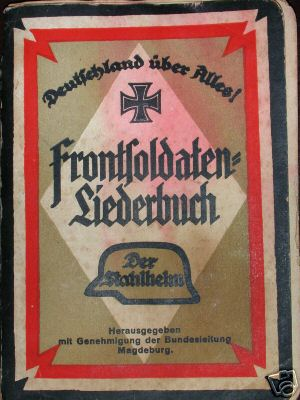
Carnet de chants des soldats allemands de la 1re GM.

L’armée française avait servi de modèle au XVIIe siècle, au point que les drapeaux du roi de Prusse Frédéric-Guillaume Ier représentaient l’aigle volant vers le soleil avec la devise : non soli cedit (il ne craint pas le soleil [celui de Louis XIV]). Au XVIIIe siècle c’est l’armée du Roi-Sergent qui sert de référence. Le règlement prussien sera copié par les armées du monde entier pendant plus d’un siècle, et l’ordre serré tel qu’il est encore pratiqué en est un héritage. En 1806, la catastrophe militaire de Iéna fait naître au sein du peuple allemand la conscience de son unité et la volonté de se libérer de l’occupant français (Der Gott, der Eisen wachsen liess, Flamme empor, Ich hatt einen Kameraden). C’est l’ensemble de la population qui prend part à la libération, en contrepartie, elle veut être consultée dans les affaires politiques. En 1848, ces idées révolutionnaires tentent de s’imposer en Europe, pendant « das tolle Jahr » (l’année folle). De la répression surgit le nationalisme allemand que Bismarck va savoir utiliser au profit de la Prusse. L’influence des idées de la Révolution française, diffusées dans toute l’Europe par les armées napoléoniennes, est à l’origine de la militarisation de tout le continent au cours du XIXe siècle. Des armées de métier des anciennes monarchies, recrutées avec difficulté et complétées de mercenaires, on passe aux armées de masse qu’autorise la conscription, elles sont moins chères et surtout plus nombreuses. Les chansons mélancoliques que l’on voit apparaître dans le répertoire du soldat germanique ne sont pas autre chose qu’une réaction de jeunes gens pas spécialement attirés par la condition militaire qui gardent la nostalgie de leur précédent mode de vie pacifique (Ein Heller und ein Batzen, Der Lilien, Wenn die Soldaten). Car avec l’introduction de la conscription, l’appelé prend le pas sur le soldat de métier. Il apprécie tout particulièrement les poètes romantiques dont certains textes sont mis en musique (Deutschlandlied).
Cette évolution de la mentalité du soldat est caractéristique du XIXe siècle et marque le chant militaire. L’appelé introduit ses chants populaires à la caserne et il y trouve aussi un répertoire traditionnel de chants exaltant la vie et l’esprit militaires. Les chants de soldats, empreints de sentiments, sont fort proches des chants populaires lyriques, et l’esprit militaire s’exprime dans les chansons de marche, de réservistes ou moqueurs, comme dans ceux que les soldats entonnent à la gloire de leur arme (Auf Ansbach Dragoner, Es wollt ein Mädchen früh aufstehen, Westerwald, Alte Kameraden, Die blauen Dragoner). Le ton du répertoire évolue facilement en fonction des événements. Le chant militaire pur domine en temps de paix, où le soldat accomplit son service militaire de deux ou trois ans presque sans subir d’influence du monde civil. En temps de guerre, quand l’armée de conscrits est mobilisée, le chant militaire a l’avantage, mais quand l’enthousiasme des premiers temps est retombé, c’est le chant sentimental qui l’emporte. Ce fut ainsi sans conteste la mélancolie qui s’exprima peu après le déclenchement de la guerre de 1870.

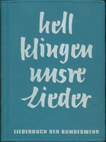
Carnet de chants de la Bundeswehr publié en 1963.

La silhouette du soldat allemand est fixée avec l’adoption, dès 1842, du premier modèle de Pickelhaube (casque à pointe) et de la Waffenrock (tunique d’armes) qui sera encore portée en 1940. Roi de Prusse en 1861, Guillaume Ier est proclamé empereur d’Allemagne à Versailles en 1871. Il avait commencé sa carrière militaire à 16 ans contre les armées de Napoléon, en 1813, l’année même de la création de la décoration militaire de la croix de Fer, pendant ce que les Allemands appellent la guerre de Libération. Il est le monarque de cette période qui va voir la Prusse affirmer son hégémonie sur les autres États allemands et contre l’Autriche, ce sont les guerres des Duchés puis la défaite de Sadowa. En 1870, après sa victoire sur Napoléon III, l’armée allemande s’impose comme la meilleure d’Europe. 
La Grande Guerre va donner l’occasion de vérifier une fois de plus que les recueils de chants imprimés pour les soldats ne correspondent pas au répertoire effectivement chanté (Argonnerwald, Der mächtige König im Luftrevier, Wie oft sind wir geschritten, Der Tod reitet auf einenm kohlschwarzen Rappen, Wildgänse). En effet, les éditeurs, qui ont besoin de l’aval de l’autorité militaire, publient dans un but patriotique et éducatif, alors que le soldat chante pour soutenir son moral et se divertir. C’est la raison pour laquelle, dans le passé, Blücher et Gneisenau avaient essayé d’interdire certains chants qu’ils considéraient comme trop mélancoliques et portant atteinte au moral de la troupe. Le Feldmarshall Gneisenau agissait en pleine connaissance de cause car il disait : « La sûreté des trônes se fonde sur la poésie ». Il semble bien que le répertoire militaire allemand se répartisse en deux groupes principaux, les chants patriotiques destinés à entraîner la troupe et les chants mélancoliques créés par le soldat pour oublier sa rude condition. L’archétype de ces chants va être représenté par une poésie écrite en 1915 qui va devenir, au cours de la Seconde Guerre mondiale, le plus grand succès de la chanson de tous les temps : Lili Marleen. Non seulement les soldats allemands l’adoptent, mais, par la radio, la chanson est reprise et traduite simultanément par les armées des Alliés, illustrant ainsi l’étonnante influence de la chanson allemande. Le chant militaire allemand est particulièrement adapté au drill et à la marche au pas cadencé, la Seconde Guerre mondiale va voir apparaître de nombreux chants nouveaux dont certains sont toujours chantés (Erika, Ob's stürmt oder schneit, Lebe wohl du kleine Monika). La chanson n’a pas de frontière. Et dans les derniers recueils officiels de la Bundeswehr, à côté des chants allemands traditionnels, on trouve des chants américains, anglais, russes et même israélien.